# Saultain
Saultain est une commune française située dans le département du Nord, en région Hauts-de-France.

## Géographie

### Description

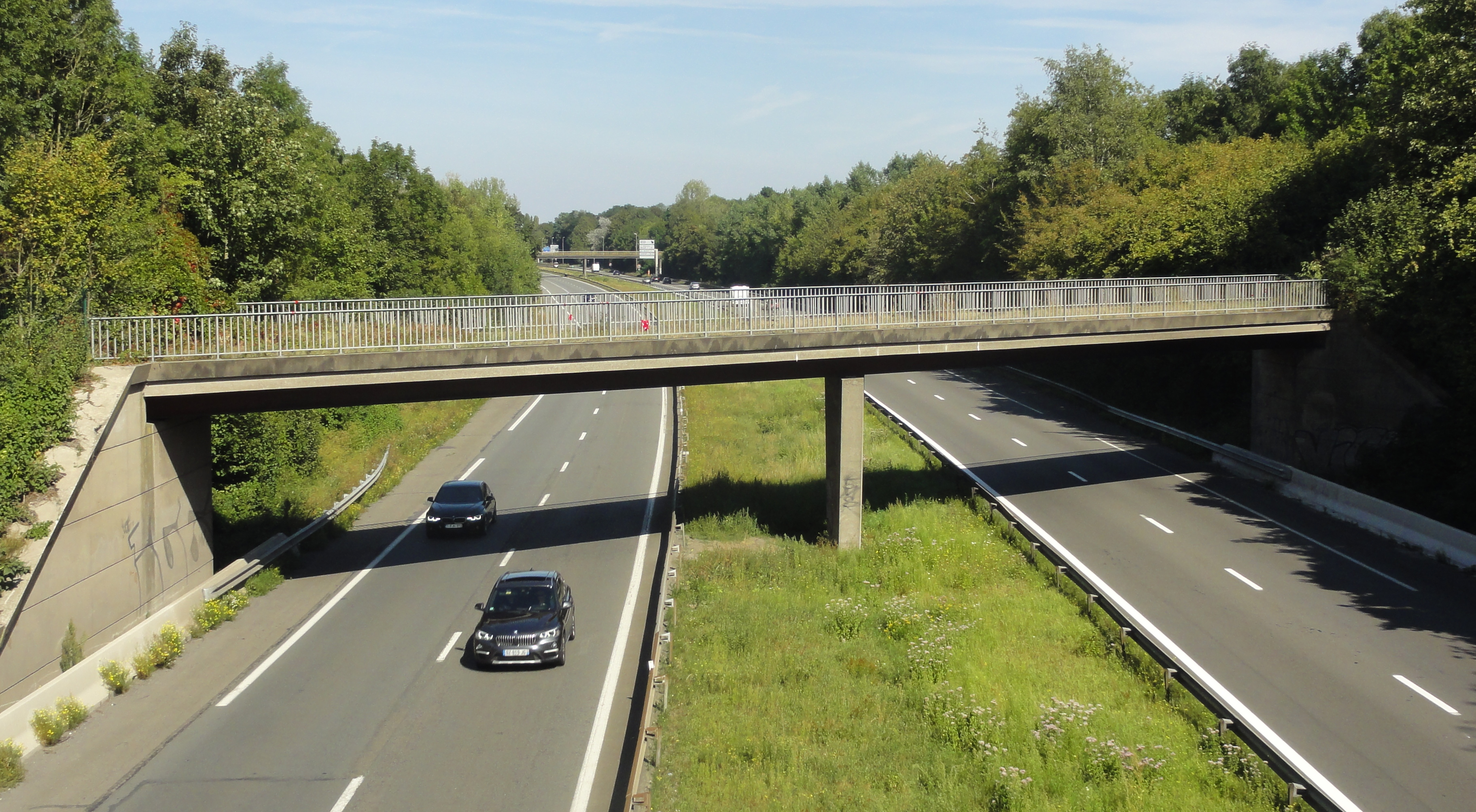
L'autoroute A2.

Saultain est un village périurbain du Valenciennois situé à 5 km au sud-ouest de Valenciennes, à 6 km de la frontière franco-belge et à une cinquantaine de kilomètres de su sud-est de Lille.
Son territoire est limité à l'ouest par l'autoroute A2, et la commune est accessible par sa sortie no 23 et par la RD 649 qui relie Valenciennes à Maubeuge.
Saultain est  traversé par la route de Valenciennes au Quesnoy et est limité vers l'ouest par un ancien chemin dit des postes qui conduisait en ligne droite d'Onnaing à Famars
.

### Communes limitrophes
| Marly                   |          | Estreux |
|                         | Saultain |         |
| Aulnoy-lez-Valenciennes | Préseau  | Curgies |

### Hydrographie

#### Réseau hydrographique
La commune est située dans le bassin Artois-Picardie. Elle est drainée par le ruisseau du Roleur et un autre petit cours d'eau,.

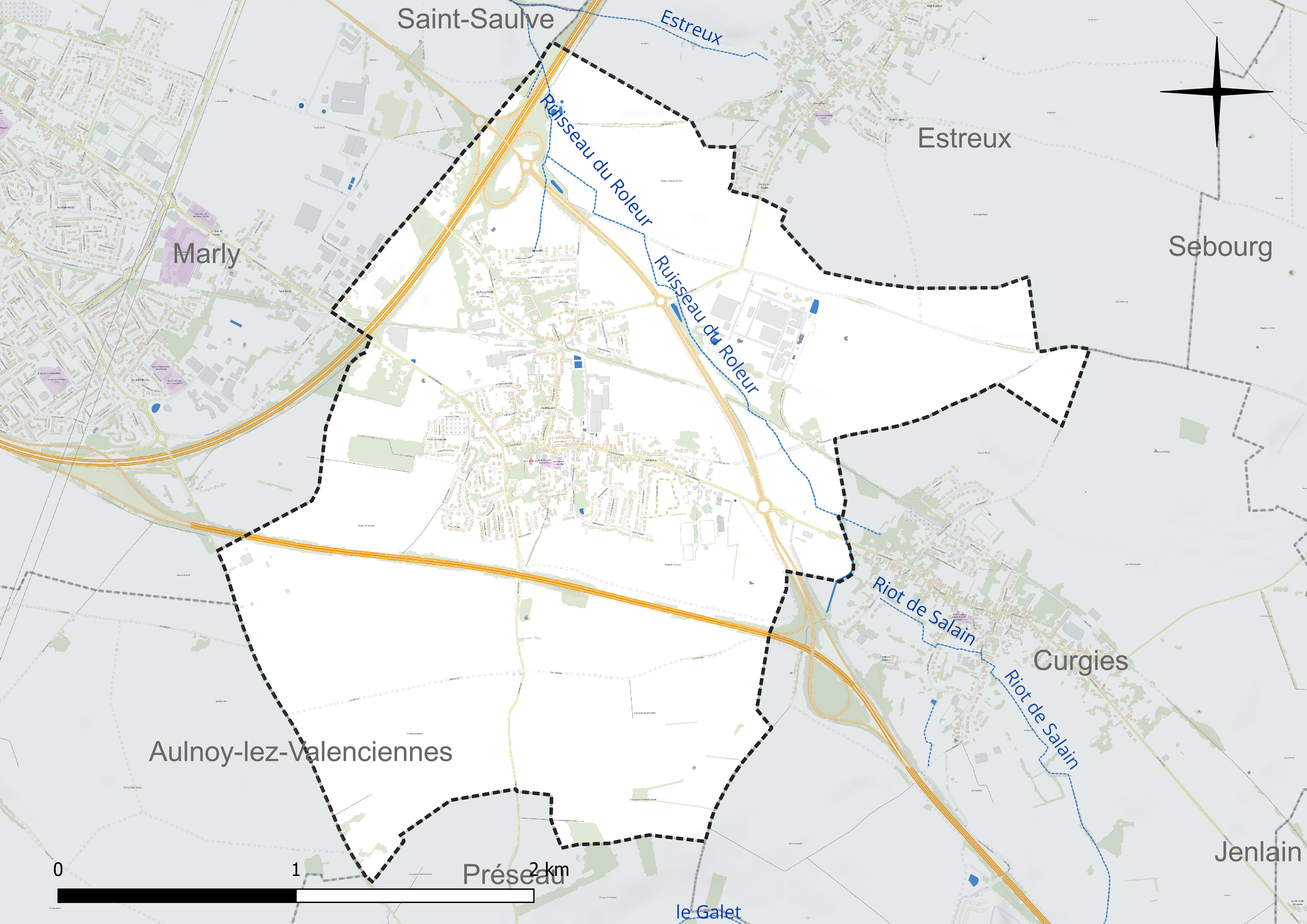
Réseau hydrographique de Saultain.

#### Gestion et qualité des eaux
Le territoire communal est couvert par le schéma d'aménagement et de gestion des eaux (SAGE) « Escaut ». Ce document de planification concerne un territoire de 2 005 km2 de superficie, délimité par le bassin versant de l'Escaut. Le périmètre a été arrêté le 9 juin 2006 et le SAGE proprement dit a été approuvé le 13 juillet 2021. La structure porteuse de l'élaboration et de la mise en œuvre est le syndicat mixte Escaut et Affluents (SyMEA). 
La qualité des cours d'eau peut être consultée sur un site dédié géré par les agences de l'eau et l'Agence française pour la biodiversité. 

### Climat
Pour des articles plus généraux, voir Climat des Hauts-de-France et Climat du Nord.
En 2010, le climat de la commune est de type climat océanique dégradé des plaines du Centre et du Nord, selon une étude du CNRS s'appuyant sur une série de données couvrant la période 1971-2000. En 2020, Météo-France publie une typologie des climats de la France métropolitaine dans laquelle la commune est exposée à un climat océanique altéré et est dans la région climatique  Nord-est du bassin Parisien, caractérisée par un ensoleillement médiocre, une pluviométrie moyenne régulièrement répartie au cours de l'année et un hiver froid (3 °C).
Pour la période 1971-2000, la température annuelle moyenne est de 10,3 °C, avec une amplitude thermique annuelle de 15,1 °C. Le cumul annuel moyen de précipitations est de 769 mm, avec 12,3 jours de précipitations en janvier et 9,7 jours en juillet. Pour la période 1991-2020, la température moyenne annuelle observée sur la station météorologique la plus proche, située sur la commune de Valenciennes à 4 km à vol d'oiseau, est de 11,0 °C et le cumul annuel moyen de précipitations est de 694,1 mm,. Pour l'avenir, les paramètres climatiques de la commune estimés pour 2050 selon différents scénarios d'émission de gaz à effet de serre sont consultables sur un site dédié publié par Météo-France en novembre 2022.
| Mois                                  | jan.           | fév.           | mars           | avril         | mai           | juin         | jui.          | août          | sep.          | oct.          | nov.             | déc.           | année      |
| ------------------------------------- | -------------- | -------------- | -------------- | ------------- | ------------- | ------------ | ------------- | ------------- | ------------- | ------------- | ---------------- | -------------- | ---------- |
| Température minimale moyenne (°C)     | 1,3            | 1,4            | 3,3            | 5             | 8,4           | 11,4         | 13,5          | 13,2          | 10,7          | 8             | 4,4              | 2              | 6,9        |
| Température moyenne (°C)              | 3,9            | 4,5            | 7,4            | 10,1          | 13,6          | 16,6         | 18,7          | 18,6          | 15,5          | 11,7          | 7,3              | 4,5            | 11         |
| Température maximale moyenne (°C)     | 6,4            | 7,6            | 11,4           | 15,1          | 18,8          | 21,9         | 24            | 24            | 20,4          | 15,5          | 10,2             | 6,9            | 15,2       |
| Record de froid (°C) date du record   | −14,9 07.01.09 | −13,3 04.02.12 | −11,9 13.03.13 | −4,9 11.04.03 | −1,1 06.05.19 | 1,1 02.06.06 | 5 31.07.15    | 5,6 20.08.14  | −0,4 30.09.18 | −6,2 24.10.03 | −10,1 23.11.1998 | −11,6 18.12.10 | −14,9 2009 |
| Record de chaleur (°C) date du record | 15,3 09.01.15  | 19,2 26.02.19  | 23,9 31.03.21  | 28 20.04.18   | 31,2 29.05.17 | 35 28.06.11  | 40,9 25.07.19 | 37,2 12.08.03 | 34,8 15.09.20 | 28,6 01.10.11 | 21,8 12.11.1995  | 16,2 31.12.22  | 40,9 2019  |
| Précipitations (mm)                   | 54,3           | 47,3           | 50,8           | 41,8          | 57,9          | 63,1         | 66,4          | 67,6          | 52,1          | 60,1          | 63,9             | 68,8           | 694,1      |

## Urbanisme

### Typologie
Au 1er janvier 2024, Saultain est catégorisée ceinture urbaine, selon la nouvelle grille communale de densité à sept niveaux définie par l'Insee en 2022.
Elle appartient à l'unité urbaine de Valenciennes (partie française), une agglomération internationale regroupant 56  communes, dont elle est une commune de la banlieue,,. Par ailleurs la commune fait partie de l'aire d'attraction de Valenciennes (partie française), dont elle est une commune de la couronne,. Cette aire, qui regroupe 102 communes, est catégorisée dans les aires de 200 000 à moins de 700 000 habitants,.

### Occupation des sols
L'occupation des sols de la commune, telle qu'elle ressort de la base de données européenne d'occupation biophysique des sols Corine Land Cover (CLC), est marquée par l'importance des territoires agricoles (79,1 % en 2018), en diminution par rapport à 1990 (81 %). La répartition détaillée en 2018 est la suivante : 
terres arables (76 %), zones urbanisées (16,9 %), zones industrielles ou commerciales et réseaux de communication (4 %), zones agricoles hétérogènes (3,1 %). L'évolution de l'occupation des sols de la commune et de ses infrastructures peut être observée sur les différentes représentations cartographiques du territoire : la carte de Cassini (XVIIIe siècle), la carte d'état-major (1820-1866) et les cartes ou photos aériennes de l'IGN pour la période actuelle (1950 à aujourd'hui).

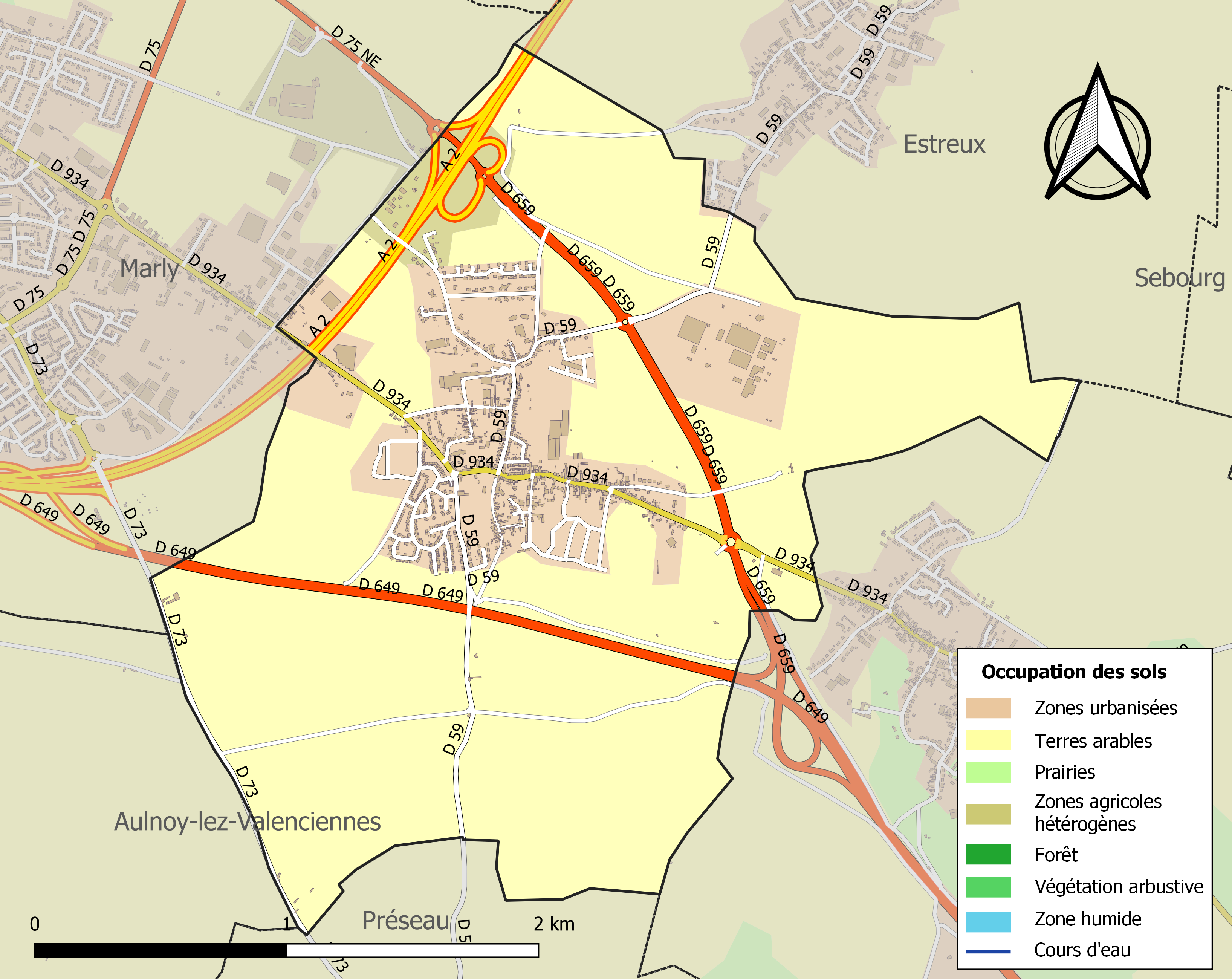
Carte des infrastructures et de l'occupation des sols de la commune en 2018 (CLC).

### Voies de communications et transports
La commune est desservie par les lignes 1 et 133 du réseau urbain Transvilles et par les lignes 951 et 990 du réseau interurbain Arc-en-Ciel 4.

## Toponymie
Salcem (847), Salcem (899), Saltem (1173), Saltein (1174), Saltaing (1198), Sautaing (1190).
Le suffixe germanique -em (hem, « habitation ») conduit Eugène Mannier à écarter l'origine latine saltus (« bois ») ou salix (« saule ») au profit du germanique *salta- (« sel »),.
Le Hainaut, en germanique Hennegau : pays de la Haine, affluent de l'Escaut. Après le traité de Verdun en 843, il fait partie de l'empire Germanique.

## Histoire

### Les origines
En 1073, Bauduin de Mons réunit entre ses mains, par mariage, les comtés de Valenciennes, de Flandres et de Hainaut. Toujours par mariage, il passera :
– en 1299 dans la maison de Hollande et Zélande ;
– en 1345 dans celle de Bavière.
En 1433, il sera annexé par la maison de Bourgogne puis par les Habsbourg. En 1556, il passe sous la Souveraineté de Philippe II d'Espagne et des Pays Bas. En 1659, par le traité des Pyrénées, une partie du Hainaut (Le Quesnoy, Avesnes, Landrecies) est cédée à la France. En 1679, par le traité de Nimègue, les Espagnols cèdent à la France Valenciennes et Maubeuge.

### Les pauvres de Saultain
Les pauvres, les « communs pauvres », disposaient aussi d'un patrimoine foncier, distinct de celui de l'église et de celui du presbytère, et dont l'origine se perd dans la nuit des temps (un contrat de 1286 lui attribue déjà une part d'usufruit et, en 1316, Isabeau de Saultain lui réserva plusieurs legs). Les parcelles de terre en étaient données à bail par adjudication publique.
Une bulle du 21 janvier 1146 du Souverain Pontife Eugène III fait une mention de l'existence de la paroisse de Saultain. Le village était sous le patronat religieux de Saint-Jean de Valenciennes.
L'église paroissiale est vouée à saint Martin depuis le début du XVIe siècle.
La paroisse avait :
– son clerc instituteur dès 1318. Il assistait le curé dans son ministère, tenait le lutrin aux messes des défunts, allait à la ville voisine pour le service de l'église. Il instruisait les enfants de la paroisse en lecture et en écriture - 20 élèves en 1761 et 41 en 1785 ;
– son égliseur, qui était un habitant de la paroisse changeant d'une année à l'autre à la Saint-André. Il était chargé de la tenue des comptes des revenus de l'église et des dépenses correspondantes ;
– son marnbourg des pauvres.
Jusqu'en 1789, les terres appartenant à l'église représentaient une superficie de 6 à 7 hectares. Le produit de leur location et celui des rentes provenant de divers legs des messes et des quêtes suffirent toujours à l'entretien de l'église et de son mobilier et même au remboursement d'un emprunt souscrit en 1760 pour la reconstruction de l'église (1759-1760). Cette église, rebâtie en 1759, qui remplaçait l'église primitive construite au même endroit par des moines, fut édifiée en briques façonnées sur place et cuites avec le charbon que le vicomte de Désandrouins venait de trouver à Fresnes. Elle fut vendue, comme bien national, le 27 mars 1799 pour 81 000 francs à J.-B. Laboureau et Michel Derquenne mais fut conservée et rendue ensuite au culte. Le clocher fut reconstruit en 1880, ses 5 cloches ne survécurent pas à la guerre de 1914. Le presbytère actuel a été édifié en 1880.

### La commune justice
Le concours simultané des trois seigneurs à prééminenes – Saint Jean, Laidain et Cantain – ou de leurs officiers étaient d'obligation en maintes circonstances[pas clair].
Ils étaient les représentants de l'ordre, ils partageaient la responsabilité de l'ordre public et l'entente demeura traditionnelle entre eux pour la nomination d'un unique sergent. La répartition des tailles et des aides, ou impôts publics, ressortait encore de leur entente.

### L'échevinage
Un échevinage existe dès le XIIIe siècle, ses membres étaient au nombre de 7, nommés par les seigneurs à prééminence. Les échevins étaient à proprement parler la « Loy locale », ils étaient aussi juges en matière contentieux et en matière de police[réf. nécessaire].

### La charte-loi de Saultain
Le 14 avril 1437, Saultain est doté par ses seigneurs  d'une charte-loi dont le but était de procurer aux habitants une sorte de code pénal.[réf. nécessaire]
En 1450, la superficie du village était de 712 hectares et 654 hectares en 1930 mais la surface cultivée ne dépassait pas, entre 1575 et 1625, une moyenne de 450 à 470 hectares. La population qui était de 219 habitants au début du XVIIIe siècle est passée à 1 170 en 1930, 1 438 en 1975, 1 669 en 1982 et 2 037 en 1990.[réf. nécessaire]
Temps modernes
Le village a disposé d'une gare sur l'ancienne ligne de Valenciennes-Faubourg-de-Paris à Hautmont

Saultain au tout début du XXe siècle
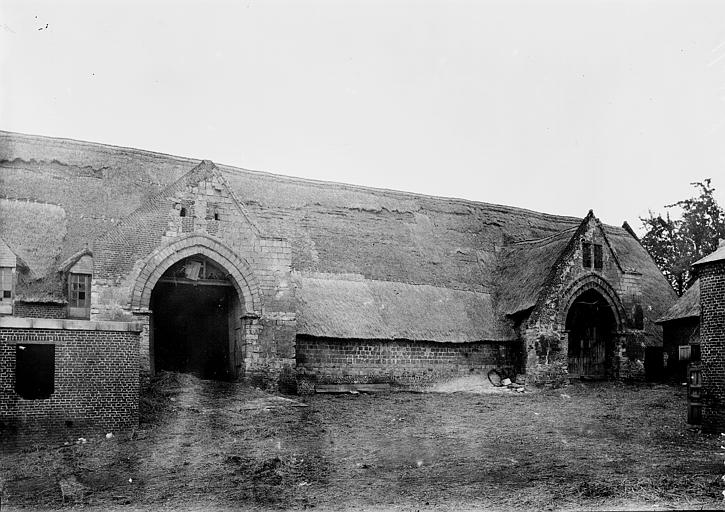
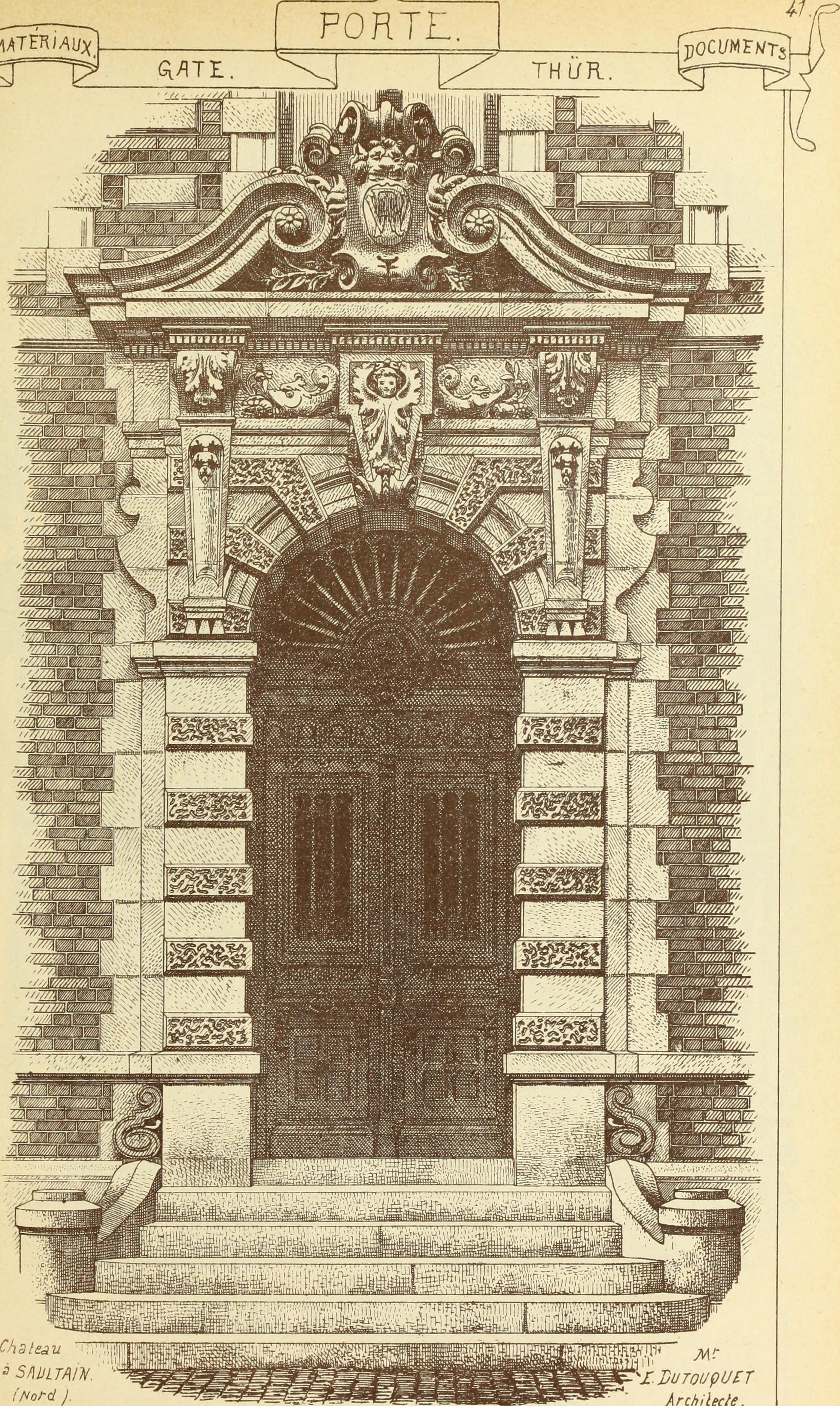
La porte du château

## Politique et administration

### Rattachements administratifs et électoraux
Rattachements administratifs
La commune se trouve depuis 1824 dans l'arrondissement de Valenciennes du département du Nord.
Elle faisait partie depuis 1801 du canton de Valenciennes-Est. Dans le cadre du redécoupage cantonal de 2014 en France, cette circonscription administrative territoriale a disparu, et le canton n'est plus qu'une circonscription électorale.
La commune relève, dans l'ordre judiciaire, du tribunal judiciaire de Valenciennes, de la cour d'appel de Douai, du tribunal pour enfants de Valenciennes, du conseil de prud'hommes de Valenciennes, du tribunal de commerce de Valenciennes, et, dans l'ordre administratif, du tribunal administratif de Lille et de la cour administrative d'appel de Douai.
Rattachements électoraux
Pour les élections départementales, la commune est depuis 2014 le bureau centralisateur du canton de Marly
Pour l'élection des députés, elle fait partie de la vingtième circonscription du Nord.

### Intercommunalité
La ville fait partie de la communauté d'agglomération Valenciennes Métropole, créée en 2000 par la fusion de la communauté de communes de la vallée de l'Escaut, de la communauté de communes du Pays de Condé et du syndicat intercommunal à vocation multiple (SIVOM) de Trith-Saint-Léger et environs.

### Liste des maires
Maire de 1802 à 1807 : M. Carlier,.
Maire en 1881 : Hannoir.
| Période                                  | Période                       | Identité      | Étiquette   | Qualité |
| ---------------------------------------- | ----------------------------- | ------------- | ----------- | --- |
| Les données manquantes sont à compléter. |                               |               |             | |
| mai 1935                                 | septembre 1939                | Arthur Breucq | PCF         | Ouvrier métallurgiste Conseil municipal suspendu par le gouvernement Daladier à la suite de la signature du Pacte germano-soviétique |
| Les données manquantes sont à compléter. |                               |               |             | |
| 1945                                     | 1964                          | Arthur Breucq | PCF         | Ouvrier métallurgiste |
| Les données manquantes sont à compléter. |                               |               |             | |
| mars 1989                                | 24 septembre 2007             | Noël Malvache | PS puis DVG | Ingénieur et universitaire Président de l'université de Valenciennes (1979 → 1986) Décédé en fonction                                |
| 2007                                     | En cours (au 11 juillet 2020) | Joël Soigneux | DVG         | Retraité Vice président de la CA Valenciennes Métropole (2020 → ) Réélu pour le mandat 2020-2026,                                    |

## Population et société

### Démographie

#### Évolution démographique
L'évolution du nombre d'habitants est connue à travers les recensements de la population effectués dans la commune depuis 1800. Pour les communes de moins de 10 000 habitants, une enquête de recensement portant sur toute la population est réalisée tous les cinq ans, les populations de référence des années intermédiaires étant quant à elles estimées par interpolation ou extrapolation. Pour la commune, le premier recensement exhaustif entrant dans le cadre du nouveau dispositif a été réalisé en 2007.

En 2022, la commune comptait 2 526 habitants, en évolution de +7,99 % par rapport à 2016 (Nord : +0,51 %, France hors Mayotte : +2,11 %).
| 1800 | 1806 | 1821 | 1831 | 1836 | 1841 | 1846 | 1851 | 1856 |
| ---- | ---- | ---- | ---- | ---- | ---- | ---- | ---- | ---- |
| 445  | 555  | 587  | 665  | 800  | 874  | 971  | 953  | 939  |

| 1861  | 1866  | 1872  | 1876  | 1881  | 1886  | 1891  | 1896  | 1901  |
| ----- | ----- | ----- | ----- | ----- | ----- | ----- | ----- | ----- |
| 1 053 | 1 060 | 1 018 | 1 008 | 1 043 | 1 064 | 1 014 | 1 131 | 1 135 |

| 1906  | 1911  | 1921  | 1926  | 1931  | 1936  | 1946  | 1954  | 1962  |
| ----- | ----- | ----- | ----- | ----- | ----- | ----- | ----- | ----- |
| 1 216 | 1 207 | 1 146 | 1 170 | 1 163 | 1 185 | 1 193 | 1 180 | 1 453 |

| 1968  | 1975  | 1982  | 1990  | 1999  | 2006  | 2007  | 2012  | 2017  |
| ----- | ----- | ----- | ----- | ----- | ----- | ----- | ----- | ----- |
| 1 423 | 1 438 | 1 669 | 2 037 | 2 077 | 1 991 | 1 979 | 2 100 | 2 398 |

| 2022  | - | - | - | - | - | - | - | - |
| ----- | - | - | - | - | - | - | - | - |
| 2 526 | - | - | - | - | - | - | - | - |

#### Pyramide des âges
La population de la commune est relativement jeune.
En 2018, le taux de personnes d'un âge inférieur à 30 ans s'élève à 36,4 %, soit en dessous de la moyenne départementale (39,5 %). À l'inverse, le taux de personnes d'âge supérieur à 60 ans est de 21,0 % la même année, alors qu'il est de 22,5 % au niveau départemental.
En 2018, la commune comptait 1 193 hommes pour 1 242 femmes, soit un taux de 51,01 % de femmes, légèrement inférieur au taux départemental (51,77 %).
Les pyramides des âges de la commune et du département s'établissent comme suit.
| Hommes | Classe d’âge | Femmes |
| ------ | ------------ | ------ |
| 0,4    | 90 ou +      | 0,7    |
| 4,2    | 75-89 ans    | 6,0    |
| 15,1   | 60-74 ans    | 15,5   |
| 19,8   | 45-59 ans    | 20,4   |
| 22,2   | 30-44 ans    | 22,6   |
| 18,7   | 15-29 ans    | 15,8   |
| 19,5   | 0-14 ans     | 18,9   |

| Hommes | Classe d’âge | Femmes |
| ------ | ------------ | ------ |
| 0,5    | 90 ou +      | 1,4    |
| 5,3    | 75-89 ans    | 8,1    |
| 14,8   | 60-74 ans    | 16,2   |
| 19,1   | 45-59 ans    | 18,4   |
| 19,5   | 30-44 ans    | 18,7   |
| 20,7   | 15-29 ans    | 19,1   |
| 20,2   | 0-14 ans     | 18     |

### Principaux équipements

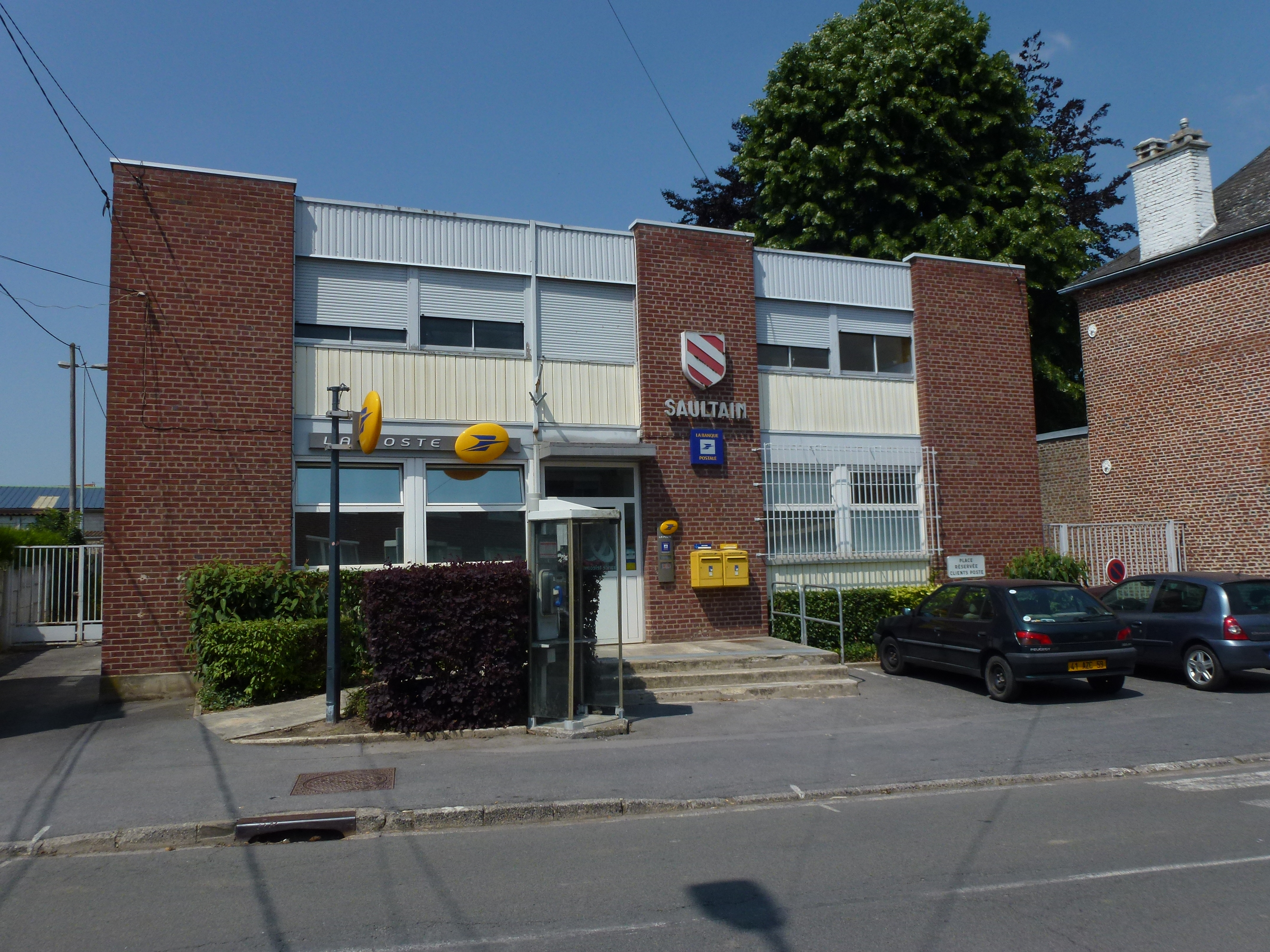
La Poste.

### Manifestations culturelles et festivités
Des festivités ponctuent l'année : les Foulées Printanières en mars, la fête de la St Jean en juin, et le spectacle « Saultain s'illumine » en décembre[réf. nécessaire].

## Culture locale et patrimoine

### Lieux et monuments
- pigeonnier de la ferme Danjou, classé monument historique ;
- église Saint-Martin (XVIIIe siècle) ;
- le calvaire à l'angle de la route de Valenciennes au Quesnoy et du chemin des Wuillons a été béni en 1890.

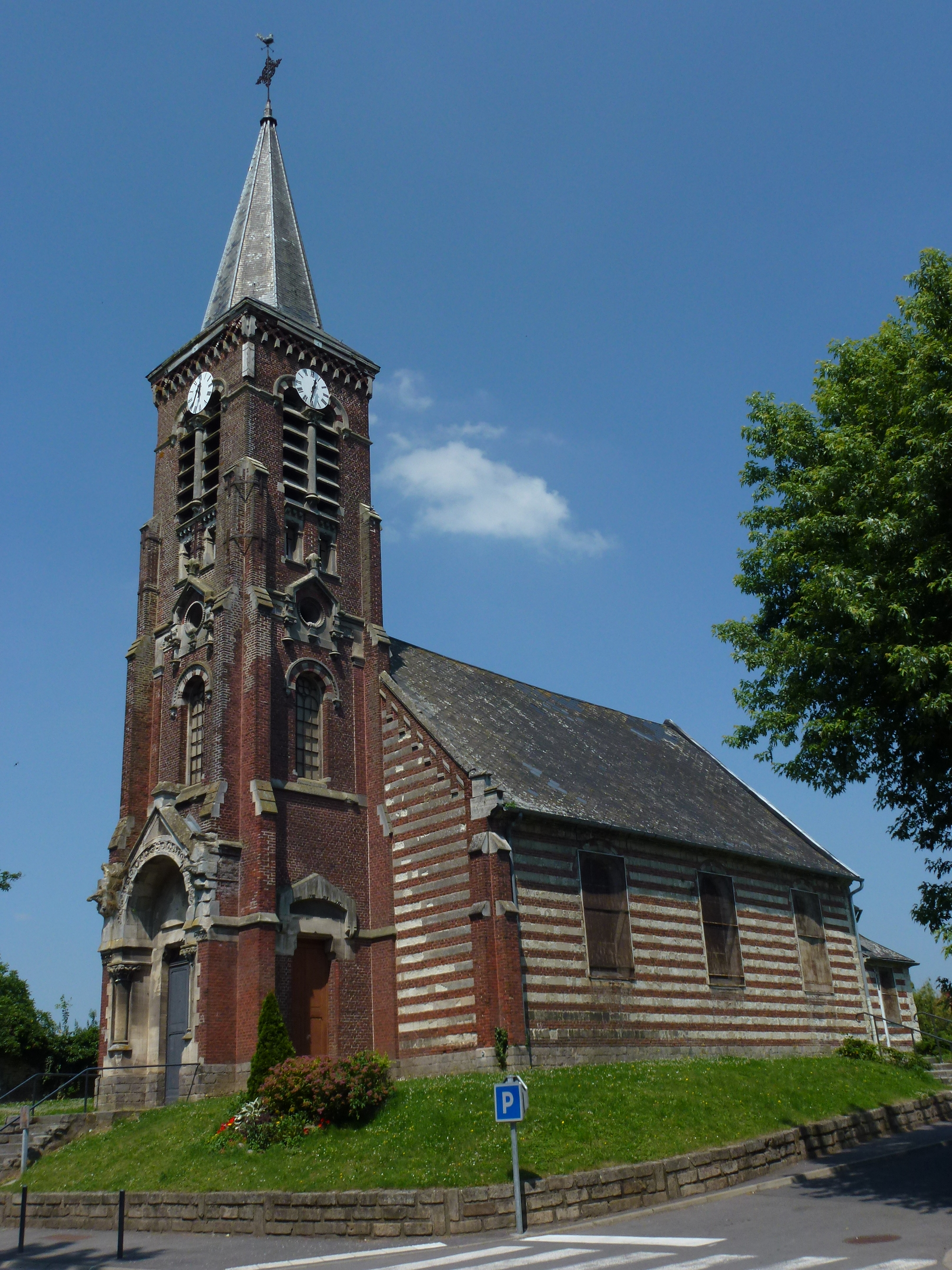
Église Saint-Martin.
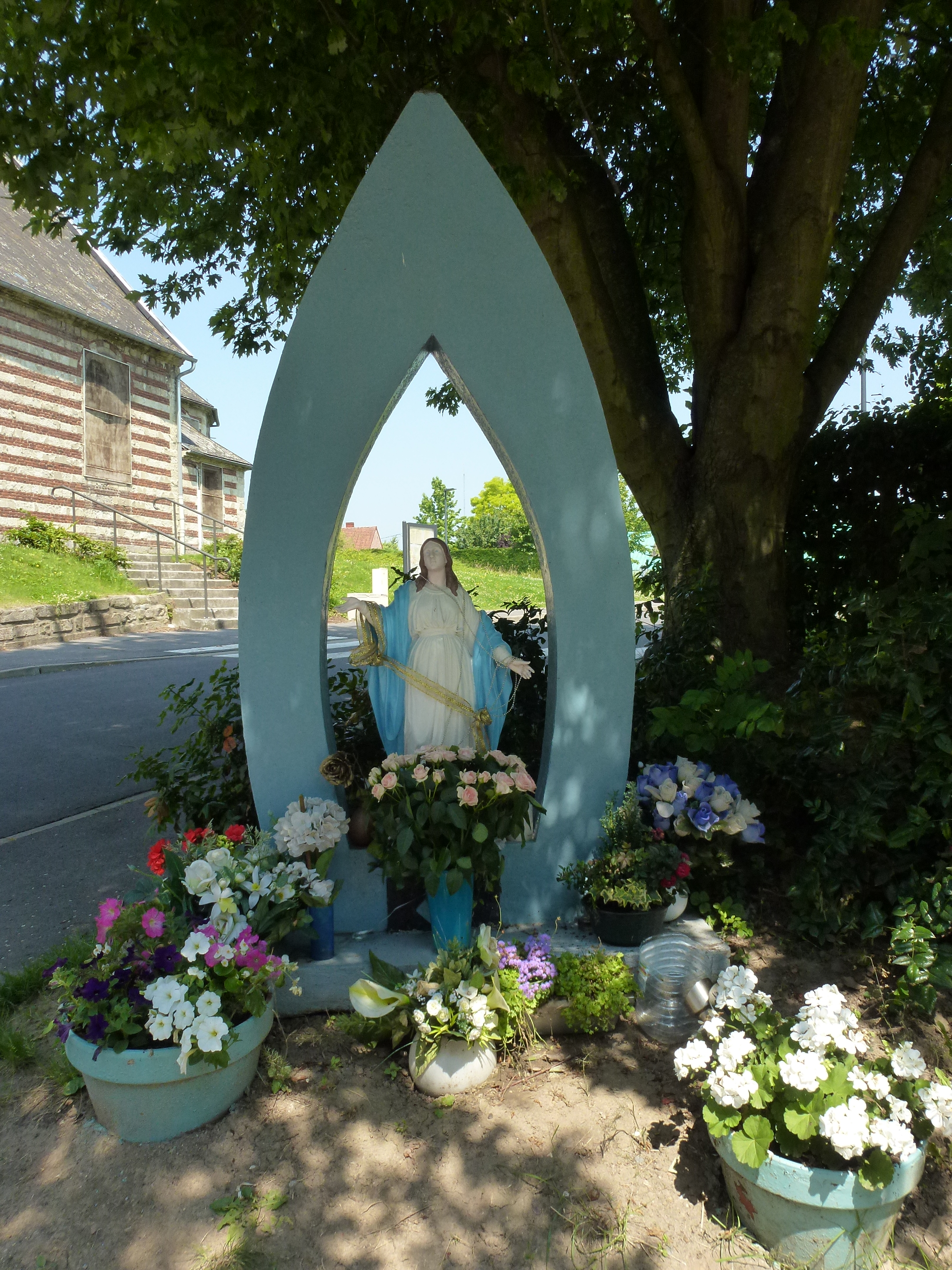
Statue de la Vierge près de l'église.
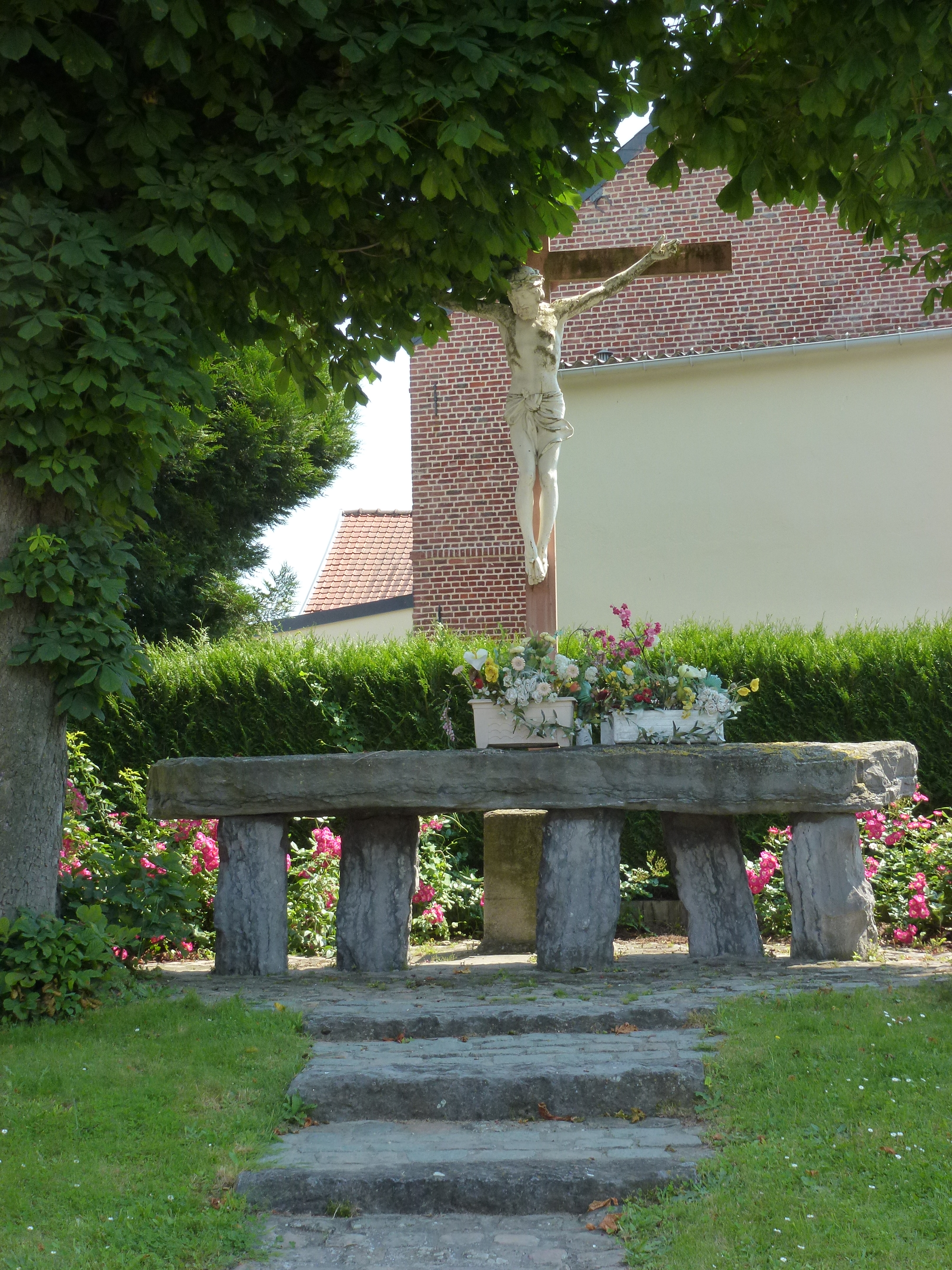
Calvaire.

### Personnalités liées à la commune
- Lucien Brasseur, sculpteur né en 1878 à Saultain

### Héraldique
|  | Les armes de Saultain se blasonnent ainsi : « Bandé d'argent et de gueules de six pièces. » |